# Vladimir Kramnik
Vladimir Borisovich Kramnik, em russo Владимир Борисович Крамник, transliteração Vladimir Borisovič Kramnik (Tuapse, 25 de junho de 1975) é um Grande Mestre Internacional de Xadrez e ex-Campeão Mundial de Xadrez, tendo unificado os títulos Clássico e da FIDE em 2006. Kramnik se aposentou do xadrez profissional em janeiro de 2019 aos 43 anos após o Tata Steel Masters 2019.
Kramnik aprendeu os conceitos mais básicos do xadrez aos 5 anos de idade, sendo treinado por um tempo pelo pai, Zeshkovsky. Kramnik conseguiu seu título de mestre internacional quando tinha apenas 11 anos, e conseguiu seu primeiro grande título na carreira em 1995.
Em 1992 foi apontado por Garry Kasparov, campeão mundial na época e que reconhecia a habilidade de Kramnik, como um possível aspirante ao título do mundo, para integrar a equipe russa nas Olimpíadas de Xadrez de Manila. Vladimir conseguiu 8,5 dos 9 pontos possíveis e conquistou o título de Grande Mestre Internacional de Xadrez.
O estilo de jogo de Kramnik era prudente e extremamente precavido,  não gostava muito de assumir riscos no tabuleiro. Esse estilo faz com que perca um número reduzido de partidas.
Considerado por muitos, juntamente com Viswanathan Anand, um forte candidato a tirar o título mundial de Xadrez Clássico, uma dissidência da FIDA, de Kasparov, conseguindo o feito em 2000. Em 2004 manteve o título ao empatar com o GM Peter Leko. Em 2006, unificou o título com o título da FIDE, ganhando do GM  Veselin Topalov, então campeão mundial pela FIDE. Em 2008, Kramnik esteve em 1º lugar no Rating da FIDE e em janeiro de 2002 alcançou a sua pontuação mais alta, totalizando 2809 pontos. Em 2007 perdeu o título de campeão mundial em um torneio para Viswanathan Anand, um formato novo da FIDE, não tendo conseguido recuperar o título em um match entre os dois no ano seguinte.
Entre 25 de novembro e 5 de dezembro de 2006 Kramnik enfrentou o computador Deep Fritz e foi derrotado, perdendo 2 partidas e empatando 4. Na primeira derrota, Kramnik, concentrado apenas no flanco da dama, onde um peão passado poderia levá-lo a vitória, deixou escapar um possível empate.